# برادبوري (كاليفورنيا)
برادبوري (بالإنجليزية: Bradbury)‏ هي إحدى مدن مقاطعة لوس أنجليس، كاليفورنيا. تم إعطاءها لقب مدينة في 26 يوليو، 1957.

## التركيبة السكانية
حدّد مكتب تعداد الولايات المتحدة بيانات التركيبة السكانية لبرادبوري في تعداد الولايات المتحدة. في ما يلي، التركيبة السكانية حسب تعدادي 2000 و2010.

### تعداد عام 2000
بلغ عدد سكان برادبوري 855 نسمة بحسب تعداد عام 2000، وبلغ عدد الأسر 284 أسرة وعدد العائلات 240 عائلة مقيمة في المدينة. في حين سجلت الكثافة السكانية 168 نسمة لكل كيلومتر مربع (435.1/ميل2). وبلغ عدد الوحدات السكنية 311 وحدة بمتوسط كثافة قدره 61.1 لكل كيلومتر مربع (158.2/ميل2).
وتوزع التركيب العرقي للمدينة بنسبة 70.53% من البيض و1.75% من الأمريكيين الأفارقة و0.23% من الأمريكيين الأصليين و19.53% من الأمريكيين ذوي الأصول الآسيوية و5.61% من الأعراق الأخرى و2.34% من عرقين مختلطين أو أكثر و13.92% من الهسبانيون أو اللاتينيون من أي عرق.
بلغ عدد الأسر 284 أسرة كانت نسبة 38.4% منها لديها أطفال تحت سن الثامنة عشر تعيش معهم، وبلغت نسبة الأزواج القاطنين مع بعضهم البعض 69.4% من أصل المجموع الكلي للأسر، ونسبة 8.8% من الأسر كان لديها معيلات من الإناث دون وجود شريك،  بينما كانت نسبة 6.3% من الأسر لديها معيلون من الذكور دون وجود شريكة وكانت نسبة 15.5% من غير العائلات. تألفت نسبة 12% من أصل جميع الأسر من عدة أفراد يعيشون في نفس المنزل ونسبة 3.9% كانت تتألف من شخص يعيش بمفرده يبلغ من العمر 65 عاماً أو أكثر. وبلغ متوسط حجم الأسرة المعيشية 3.01، أما متوسط حجم العائلات فبلغ 3.21.
بلغ العمر الوسطي للسكان 41.8 عاماً. وكانت نسبة 24.7% من القاطنين تحت سن الثامنة عشر، وكانت نسبة 5.7% بين الثامنة عشر والرابعة والعشرين عاماً، ونسبة 25.5% كانت واقعةً في الفئة العمرية ما بين الخامسة والعشرين والرابعة والأربعين عاماً، ونسبة 28.8% كانت ما بين الخامسة والأربعين والرابعة والستين، ونسبة 15.3% كانت ضمن فئة الخامسة والستين عاماً فما فوق. يوجد لكل 100 أنثى 90.4 ذكر، ويوجد لكل 100 أنثى في الثامنة عشر من عمرها فما فوق 95.2 ذكر.
بلغ متوسط دخل الأسرة في المدينة 100,454 دولارًا، أما متوسط دخل العائلة فبلغ 106,736 دولارًا. وكان متوسط دخل الذكور 56,250 دولارًا مقابل 40,000 دولارًا للإناث. وسجل دخل الفرد الخاص بالمدينة 57,717 دولارًا. وكانت نسبة 0% من العائلات ونسبة 2% من السكان تحت خط الفقر، وكان من هؤلاء نسبة 0% تحت سن الثامنة عشر ونسبة 0% في الخامسة والستين من العمر وما فوق.

### تعداد عام 2010
بلغ عدد سكان برادبوري 1,048 نسمة بحسب تعداد عام 2010، وبلغ عدد الأسر 354 أسرة وعدد العائلات 273 عائلة مقيمة في المدينة. في حين سجلت الكثافة السكانية 205.9 نسمة لكل كيلومتر مربع (533.3/ميل2). وبلغ عدد الوحدات السكنية 400 وحدة بمتوسط كثافة قدره 78.6 لكل كيلومتر مربع (203.6/ميل2).
وتوزع التركيب العرقي للمدينة بنسبة 62.21% من البيض و2.10% من الأمريكيين الأفارقة و0.38% من الأمريكيين الأصليين و26.34% من الأمريكيين ذوي الأصول الآسيوية و5.63% من الأعراق الأخرى و3.34% من عرقين مختلطين أو أكثر و20.80% من الهسبانيون أو اللاتينيون من أي عرق.
بلغ عدد الأسر 354 أسرة كانت نسبة 26% منها لديها أطفال تحت سن الثامنة عشر تعيش معهم، وبلغت نسبة الأزواج القاطنين مع بعضهم البعض 65.3% من أصل المجموع الكلي للأسر، ونسبة 7.6% من الأسر كان لديها معيلات من الإناث دون وجود شريك،  بينما كانت نسبة 4.2% من الأسر لديها معيلون من الذكور دون وجود شريكة وكانت نسبة 22.9% من غير العائلات. تألفت نسبة 17.2% من أصل جميع الأسر من عدة أفراد يعيشون في نفس المنزل ونسبة 6.8% كانت تتألف من شخص يعيش بمفرده يبلغ من العمر 65 عاماً أو أكثر. وبلغ متوسط حجم الأسرة المعيشية 2.96، أما متوسط حجم العائلات فبلغ 3.27.
بلغ العمر الوسطي للسكان 49.1 عاماً. وكانت نسبة 16.5% من القاطنين تحت سن الثامنة عشر، وكانت نسبة 8% بين الثامنة عشر والرابعة والعشرين عاماً، ونسبة 18.7% كانت واقعةً في الفئة العمرية ما بين الخامسة والعشرين والرابعة والأربعين عاماً، ونسبة 36.8% كانت ما بين الخامسة والأربعين والرابعة والستين، ونسبة 19.9% كانت ضمن فئة الخامسة والستين عاماً فما فوق. وتوزع التركيب الجنسي للسكان بنسبة 48.5% ذكور و51.5% إناث.